# Can Parrot
Can Parrot és un edifici protegit com a bé cultural d'interès local a Esplugues de Llobregat (Baix Llobregat).

## Descripció
És una vil·la residencial de planta baixa, pis i torre, amb coberta a quatre aigües. Conserva certs elements clàssics propis del noucentisme, però ha sofert diferents reformes. La façana està estucada en beix.
Està cercada per un mur de pedra i s'hi accedeix per un reixat de ferro datat el 1891. No obstant això, la casa fou construïda a la tercera dècada del segle xx.

## Història
En Pere Andreu i Lloveres, metge i investigador, fou el primer propietari de Can Parrot. Aquesta vil·la, constituïda segons el corrent noucentista, va ser utilitzada com a habitatge, però s'hi adequaren certes dependències per a farmàcia i laboratori. Als anys vuitanta no hi vivien els propietaris, era de lloguer.